# Smuckers

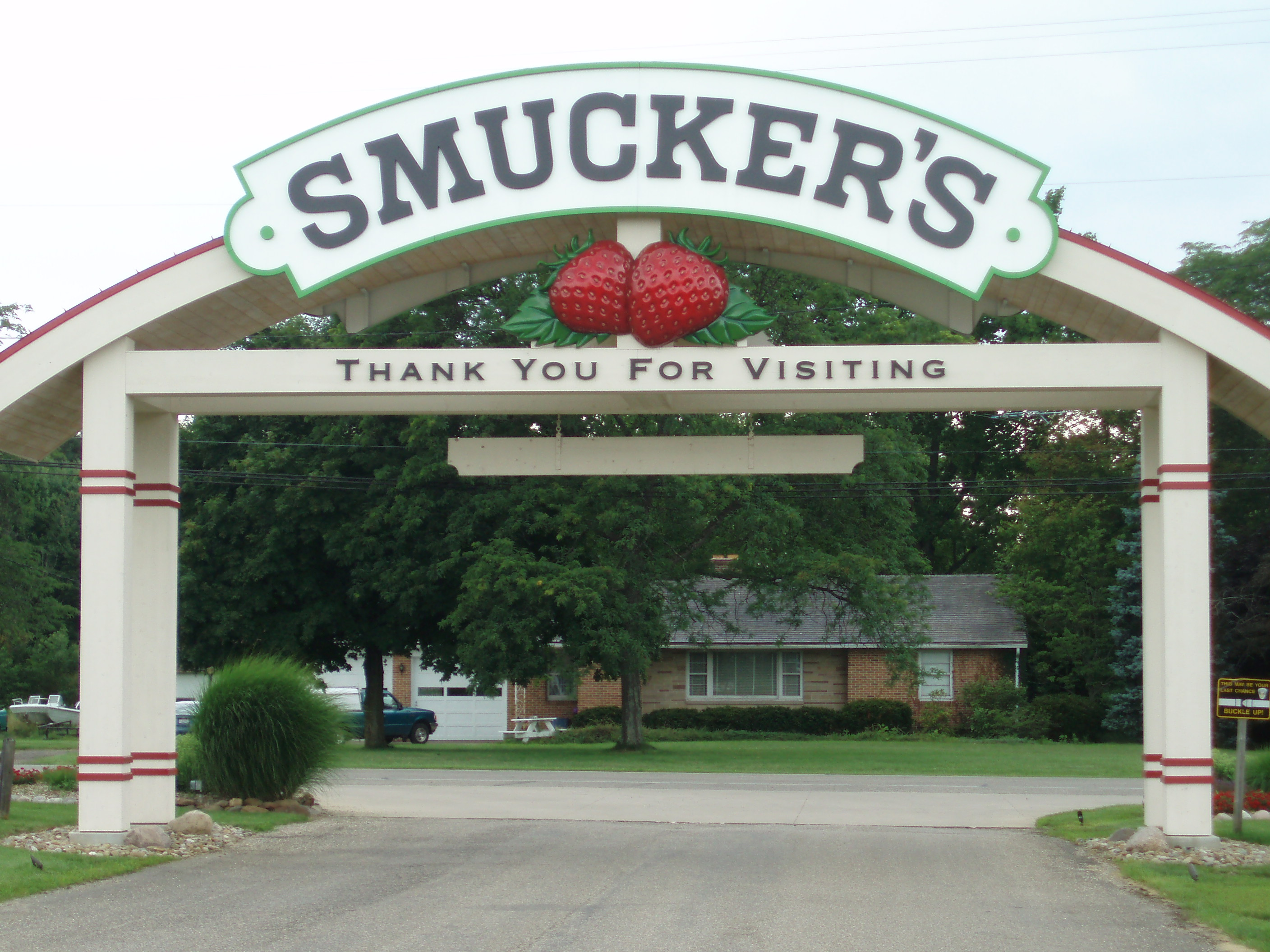
La sede de Smuckers está localizada en Orrville, Ohio, EE. UU.

La compañía J. M. Smucker es un fabricante estadounidense de frutas para untar, cubiertas para helados, bebidas, manteca, mantequilla de maní natural y otros productos en Norteamérica. La sede de Smuckers está localizada en Orrville, Ohio, EE. UU.

## Historia
La compañía Smuckers fue fundada por Jerome Monroe Smucker. La compañía produce diferentes tipos de mermeladas, jaleas y otros productos alimenticios, además es un vendedor y fabricante de pastas de frutas , mantequilla de maní , manteca y aceites, cubiertas para helados , leche condensada , alimentos y bedidas saludables y naturales. Jerónimo nació el 5 de diciembre de 1858 en Orrville, Ohio. Gran parte de su vida la pasó como un agricultor de Orville . En 1897 Jerome construyó un molino de sidra ubicado en su ciudad natal. La fruta que se utilizó fue de árboles que Johnny Appleseed había plantado a principios del siglo XIX. La sidra de manzana hizo que también hicieran mantequilla de manzana. Jerome vendió su primer producto, mantequilla de manzana, en la parte trasera de una carreta tirada por caballos. The company was incorporated in 1921.
La compañía J. M. Smucker son Santa Cruz Orgánica, Jif, Laura Scudder, Crisco, Pillsbury, Eagle Brand, RW Knudsen Family, Hungry Jack, White Lily, y Martha White en los Estados Unidos, junto con Bick's , Five Roses , Robin Hood y Shirriff en Canadá.
The JM Smucker Company ha sido sede en Orrville, Ohio, desde su fundación; ha sido de gestión familiar durante cuatro generaciones. Desde 1998, la compañía ha figurado en la lista anual de la revista FORTUNE de las "100 Mejores Empresas para Trabajar en Estados Unidos", y fue la número uno en 2004.
En mayo de 2008, Smucker's anunció que había comprado la división de alimentos de Knotts Berry Farm de ConAgra Foods, pero no el parque temático, que Cedar Fair posee.
El 4 de junio de 2008, Smucker anunció que compraría Folgers café, de Procter & Gamble por $ 3,3 mil millones. El fin de la venta fue anunciado el 6 de noviembre de 2008.
A lo largo del 2012 , Smucker's contribuyó con 485.000 dólares a una campaña de $46 millones a la campaña política conocida como la " Coalición contra el costoso etiquetado de Alimentos", patrocinado por los agricultores y productores de alimentos. Esta organización se creó para oponerse a una iniciativa ciudadana, conocida como Proposición 37, para exigir el etiquetado obligatorio de los alimentos que contienen ingredientes modificados genéticamente. Alrededor del 70 % del financiamineto de la iniciativa estuvo a cargo de un PAC y por empresas con intereses económicos en la industria de alimentos orgánicos, con la mayor parte proveniente de individuos ricos. Tras el rechazo de la proposición, en el referéndum de noviembre de 2012, los organizadores llamaron a un boicot de las empresas del financiamiento de la campaña para derrotar el referéndum.
El 6 de agosto de 2014, Smuckers anunció que compraría Sahale Snacks.

## Adquisiciones de la compañía
- 1963
  - Mary Ellen (mermeladas y jaleas)
- 1979
  - Dickinson's (conservas gurmé y jaleas)
- 1984
  - Knudsen & Sons (jugos frutales y vegetales)
- 1988
  - Good Morning (mermelada) (Canadá)
  - Shirriff (cubiertas para postres y mermeladas) (Canadá)
- 1989 
  - Comida Henry Jones (mermeladas y jaleas) (Australia) vendido en el 2004 a SPC Ardmona.(Australia)[16]
- 1994
  - Laura Scudder (mantequilla de maní)
  - After the Fall (jugos)
- 1998
  - Adams (mantequilla de maní)
- 2002
  - Jif (mantequilla de maní)
  - Crisco (aceites)
- 2004
  - Corporación Internacional de Multicomidas (International Multifoods Corporation)[17]
    - Pillsbury (productos de harina y glaseado)
    - Hungry Jack (combinaciones de hotcakes, jarabe, y guarniciones de papá)
    - Pet (productos de leche)
    - Martha White (ingredientes y combinaciones para hornear)
    - Harina Robin Hood (Canadá)
    - Cereal Red River (Canadá)
    - Bick's (pepinillos y condimentos) (Canadá)
    - Golden Temple (comida Hindú) (Canadá)
- 2006
  - White Lily Brand (productos de harina)
- 2007
  - Comida de la Familia Eagle (Eagle Family Foods)[18]
    - Marca Eagle/Borden (productos de leche)
    - None Such (carne picada)
    - Kava (café ácido neutralizado)

  - Mermelada de naranja King Kelly[19]
- 2008
  - Knott's Berry Farm (mermeladas, jaleas y conservas)[20]
  - Europe's Best (fruta y vegetales congelados) (Canadá)[21]
  - Clavel - marca canadiense (productos lácteos) (Canadá)
  - Folgers Coffee Company (productos de café)
- 2010
  - Millstone Coffee Company (productos de café)[22]
  - Rowland Coffee Roasters (productos de café)[23]
- 2011
  - Operaciones de servicios alimentarios de café y del té de Sara Lee de América del Norte (productos de café)
- 2015
  - Big Heart Pet Brands[24]